# Alcubilla de Nogales (kommunhuvudort)
Alcubilla de Nogales är en kommunhuvudort i Spanien.   Den ligger i provinsen Provincia de Zamora och regionen Kastilien och Leon, i den nordvästra delen av landet, 260 km nordväst om huvudstaden Madrid. Alcubilla de Nogales ligger 779 meter över havet och antalet invånare är 183.
Terrängen runt Alcubilla de Nogales är platt. Runt Alcubilla de Nogales är det glesbefolkat, med 12 invånare per kvadratkilometer. Närmaste större samhälle är La Bañeza, 19,2 km norr om Alcubilla de Nogales. 